# الأوقات العربية (صحيفة)
⁨⁨الأوقات العربية⁩⁩ صحيفة فلسطينية صدرت في القدس مرتان أسبوعيا. الأوقات العربية هي جريدة عربية سياسية جامعة، صدرت بعد تعطيل كلٍ من جريدة الوحدة العربية والشباب من قبل سلطات الانتداب البريطاني على فلسطين. كان علي محيي الدين الحسيني مالك الصحيفة ومحررها المسؤول. ولم يتوان عدد من الأدباء وأصحاب أقلام الصحافة بالكتابة في «الأوقات العربية»؛ ومن ضمنهم إميل الغوري الذي كتب عن إغلاق جريدة «الوحدة العربية» و«الشباب».
كانت سياسة الصحيفة مُلخصة في بيت الشعر الذي ثبتته على أعلى صفحتها الأولى: «ولي وطن آليت ألا أبيعه وألا أرى غيري له الدهر مالكا»
إهتمت الصحيفة بالأخبار والتعليقات الوطنية والعربية، وكانت عرضة للإغلاق، خاصة بعد صدور قانون المطبوعات عام 1933، تعتبر من صحف المجلسيين.